# Липгарт, Андрей Александрович (инженер)
Андре́й Алекса́ндрович (Арвидович) Ли́пгарт (22 мая [3 июня] 1898, Москва, Российская империя — 20 марта 1980, там же, СССР) — советский конструктор автомобилей. Доктор технических наук (1960). Член-корреспондент Академии артиллерийских наук (1947). Заслуженный деятель науки и техники РСФСР (1958). Лауреат пяти Сталинских премий (1942, 1943, 1947, 1950, 1951). В 1933—1951 — главный конструктор Горьковского автомобильного завода.

## Биография
Родился 22 мая (3 июня) 1898 года в Москве в многодетной семье служащего немецкого происхождения. Окончил частное реальное училище Воскресенского.
В 1915 году поступил в Императорское Московское техническое училище (ныне Московский государственный технический университет имени Н.Э. Баумана). В 1918 году был призван в РККА, служил в 1-м запасном телефонно-телеграфном батальоне, работал в авторемонтных мастерских. В 1921 году откомандирован для продолжения учёбы в МВТУ, который и окончил в 1925 году.
В молодости играл в футбол за московский клуб ОЛЛС (предшественник ЦСКА).
С 1925 по 1933 год работал в Центральном научно-исследовательском автомобильном и автомоторном институте (НАМИ) вначале чертежником-конструктором, затем — инженером-конструктором, став позднее главным конструктором автомобильного отдела. Принимал активное участие в создании первых советских автомобилей — легкового НАМИ-1, трехосного грузового автомобиля прототипа ГАЗ-ААА, первого советского троллейбуса ЛК-1 и других конструкций.
С 1933 по 1951 год — главный конструктор Горьковского автомобильного завода имени В. М. Молотова (позднее ГАЗ). С целью размещения заказов и изучения автомобильного производства в 1930 и 1937 годах был в командировках в США, а в 1934 году — в Германии. Под его руководством и при непосредственном участии было разработано и построено 67 экспериментальных моделей, из которых в производство пошли 27.
В 1951 году по обвинению в «умышленном сдерживании поставок в армию легковых машин-амфибий 011» он был снят с должности главного конструктора и назначен заместителем главного конструктора Горьковского автомобильного завода. По совместительству в 1951—1952 годах — заведующий кафедрой «Двигатели внутреннего сгорания» Горьковского политехнического института. В мае 1952 года отправлен рядовым инженером-конструктором в Миасс на Уральский автомобильный завод. По его предложению и при его активном участии была произведена коренная модернизация грузового автомобиля УралЗИС-5, приведшая к созданию УралЗИС-355М.
С 1953 года — в Научно-исследовательском автомобильном и автомоторном институте в Москве: главный конструктор, с 1960 года — заместитель директора, с 1969 года — заведующий сектором отдела автомобильных двигателей, с 1974 года — старший научный сотрудник отдела специализированных автомоторных лабораторий. Одновременно вёл педагогическую работу. В 1953—1973 годах — заведующий кафедрой «Автомобили» Московского высшего технического училища имени Н. Э. Баумана.

### Творческие достижения
Под руководством А. А. Липгарта было проведено значительное количество работ, определивших техническую политику и перспективы развития автомобильной промышленности СССР: разработка перспективных типажей советских автомобилей и двигателей на 1950-е и 1960-е годы, создание прототипов семейства мощных V-образных четырёхтактных дизелей, выпускаемых Ярославским моторным заводом (ЯМЗ), грузового трехосного автомобиля высокой проходимости для Уральского автозавода, создание карбюраторного двигателя с воздушным охлаждением для легковых автомобилей «Запорожец» и ряд других работ.
Автор более семидесяти печатных трудов и девяти изобретений (из них три личных и шесть в соавторстве). Был научным редактором большого числа монографий и учебников по теории, расчёту, конструкции и испытаниям автомобилей и их агрегатов. Создал и внедрил в практику новый научный метод решения конструкторских задач, заключающийся в широком использовании экспериментальных и исследовательских работ. Благодаря его деятельности впервые в СССР наука и эксперимент были вплотную приближены к практике автомобилестроения.
За создание грузового автомобиля ГАЗ-51, легковых автомобилей М-1, «Победа», ЗИМ и усовершенствование конструкции танков Т-60 и Т-70 удостоен Сталинских премий.
27 января 1960 года Липгарту была присвоена степень доктора технических наук Honoris causa, то есть по совокупности достижений. С августа 1978 года — персональный пенсионер союзного значения.
Скончался 20 марта 1980 года. Похоронен в Москве на Введенском кладбище (12 уч.). На могильной плите высечен силуэт автомобиля «ГАЗ-М20 Победа».

## Семья
В 1926 году Липгарт женился на учительнице Анне Панкратьевне Милославиной (1902—1973), дочери священника, расстрелянного большевиками в 1918 году. В этом браке, продлившемся до конца жизни, у четы Липгартов родилось четверо детей.
Внук, Андрей Александрович Липгарт (род. 1970) — российский филолог, преподаватель МГУ, доктор филологических наук.
Правнук, Степан Владиславович Липгарт (род. 1984) — архитектор, основатель студии Liphart Architects.

## Высказывания о Липгарте
Н. А. Астров, заместитель Липгарта по спецпроизводству (1941—1943):
На ГАЗе я увидел настоящую, серьёзную и большую конструкторскую, испытательную и доводочную работу, научился её организации, а главное - осмысливанию конструкторского дела в большом и всестороннем смысле этих слов. Такой школы, кроме как у А.А.Липгарта, пройти было негде и невозможно. Более того, я думаю, что если бы судьба не свела меня с Андреем Александровичем, я не был бы чего-то стоящим конструктором…
М. С. Мокеев, начальник лаборатории испытаний легковых автомобилей КЭО-УКЭР ГАЗ:
Липгарт всегда знал все лучше других и чуть ли не раньше всех: он был самым знающим и в заводоуправлении, и в министерстве. Он смело брал на себя всю ответственность. Подчинённых строгал, но и защищал. Смотрел вперёд дальше всех, а ошибался меньше всех…

## Награды и премии
- три ордена Ленина (20 января 1943, 28 ноября 1944, 10 июня 1968)
- два ордена Трудового Красного Знамени (29 декабря 1941, 9 января1952)
- медали
- Сталинская премия I степени (10 апреля 1942) — за разработку конструкции нового типа легкового автомобиля и нового типа танка
- Сталинская премия II степени (1943) — за усовершенствование конструкции танка
- Сталинская премия II степени (1947) — за создание грузового автомобиля ГАЗ-51
- Сталинская премия II степени (1950) — за создание конструкции и технологии, организацию производства и освоение массового выпуска легкового автомобиля ГАЗ-М-20 «Победа»
- Сталинская премия II степени (1950) — за разработку конструкции и освоение производства легкового автомобиля ЗИМ
- Заслуженный деятель науки и техники РСФСР (1958)

## Труды
- Автомобиль М-20 «Победа». Описание конструкции и уход. — М.: Машгиз, 1951. — 320 с. (соавтор Вассерман Г. М.);
- Атлас рабочих чертежей двигателей ГАЗ-51 и М-20. — М.: Машгиз, 1952. — 192 с. (соавтор Шнейдер Г. К.);
- Автомобиль ЗИМ. Описание конструкции и уход. — М.: Машгиз, 1954. — 328 с. (соавторы Мозохин Н. Г., Юшманов Н. А., Вассерман Г. М.);
- Автомобиль: Сборник статей. — М.: Машгиз, 1955. — 115 с.;
- Перспективный типаж автомобилей и двигателей для производства в СССР. — М., 1957. — 31 с.;
- Автомобиль ГАЗ-51А. Устройство, обслуживание и ремонт. — М.: Машгиз, 1958. — 516 с. (соавторы Белышев В. Н., Борисов В. И., Просвирин А. Д., Шнейдер Г. К.);
- Автомобильные бензиновые V-образные двигатели. — М.: Машгиз, 1958. — 294 с. (соавторы Дыбов О. В., Самоль Г. И. и др.);
- Исследование выносливости коленчатых валов автомобильных двигателей и поворотных кулаков автомобилей. — М.: НАМИ, 1966. — 64 с. (редактор);
- Вопросы динамики и термодинамики рабочего тела автомобильных турбопоршневых и поршневых двигателей. — М.: НАМИ, 1968. — 53 с. (редактор);
- Славное 20-летие (О Горьковском автозаводе им. Молотова) // Техника-молодежи. — 1952. — № 1. — С. 15—18;
- Самая молодая в мире (О советской автомобильной промышленности) // Смена. — 1951. — № 24. — С. 12—14;
- О путях развития автоматических силовых передач автомобилей // Вестник машиностроения. — 1956. — № 3. — С. 3—12 (соавтор Лапидус В. И.);
- Развитие советской автомобильной промышленности в 1959—1965 гг. //Известия высших учебных заведений. Машиностроение. — 1959. — № 3. — С. 3—11;
- Полугусеничные автомобили // Сборник докладов ААН. — 1952. — Вып. XIV. — С. 5—24.